# Хайнрих фон Грайфенклау цу Фолрадс
Хайнрих фон Грайфенклау цу Фолрадс (на немски: Heinrich von Greiffenclau zu Vollrads; Heinrich Freiherr Greiffenclau von Volrads; * 30 октомври 1577; † 29 май 1638) от стария благороднически род Грайфенклау в Рейнгау в днешен Хесен, е фрайхер на Фолрадс в Рейнгау и губернатор на Фалай на Рейн.

## Произход
Той е четвъртият син на благородника Дитрих фон Грайфенклау цу Фолрадс (* 17 октомври 1549; † 28 юли 1614, Лимбург), губернатор на Фалай на Рейн, и съпругата му Аполония фон Райфенберг (* 1553/1558?; † 11 юли 1601), дъщеря на Куно фон Райфенберг, господар на Велтерсбург-Хорххайм († 21 юни 1586) и Мария фон Мудерсбах († 1565). Внук е на Рихард Грайфенклау фон Фолрадс († 1 януари 1558) и Анна фон Шьонбург († сл. 7 юни 1571). Роднина е на Рихард фон Грайфенклау цу Фолрадс (1467 – 1531), архиепископ и курфюрст на Трир (1511 – 1531), и на Йохан IV Лудвиг фон Хаген (1492 – 1547) курфюрст и архиепископ на Трир (1540 – 1547).
Най-големият му брат Георг Фридрих фон Грайфенклау цу Фолрадс (* 8 септември 1573; † 6 юли 1629) е княжески епископ на Вормс (1616 – 1629) и курфюрст-архиепископ на Курфюрство Майнц (1626 – 1629) и ерцканцлер на Свещената Римска империя. Сестра му Мария Магдалена фон Грайфенклау цу Фолрадс (1595 – 1678) се омъжва на 20 септември 1610 г. за Йохан Петер фон Валдердорф (1575 – 1635).
Фамилията Грайфенклау е една от най-старите фамилии в Европа, служи като „министериали“ при Карл Велики. Фамилията е прочута с нейните лозя и правене на вино. От 1320 до 1997 г. дворецът Фолрадс е главната резиденция на фамилията.
Хайнрих фон Грайфенклау фон Фолрадс умира на 60 години на 29 май 1638 г. През 1664 г. фамилията е издигната имперски фрайхер и от 1674 г. имат титлата наследствен трусес на Курфюрство Майнц.

## Фамилия
Хайнрих фон Грайфенклау фон Фолрадс се жени на 21 май 1604 г. за Анна Мария цу Елтц (* 1575; † 27 януари 1640), вдовица на Волф Улрих Улнер фон Дибург († 28 юни 1600), дъщеря на Каспар цу Елтц (* 1549; † 20 януари 1619) и Урсула фон Керпен (* 1557; † 1602). Те имат 11 деца:
- Катарина Елизабет фон Грайфенклау цу Фолрадс (* 1605; † 20 февруари 1662)
- Фридрих фон Грайфенклау цу Фолрадс (* 1602/1606?; † 12 декември 1681), фрайхер
- Ева фон Грайфенклау цу Фолрадс (* 1608; † 27/29 май 1688)
- Якоб Филип фон Грайфенклау цу Фолрадс (1610 – 1610)
- Мария Урсула фон Грайфенклау цу Фолрадс (* 15 юли 1612; † 28 август 1682), омъжена на 19 ноември 1635 г. за Филип Ервайн фон Шьонборн (* 1607; † 4 ноември 1668).[4], родители на Лотар Франц фон Шьонборн (* 4 октомври 1655; † 16 ноември 1729), княжески епископ на Бамберг (1693 – 1729), курфюрст и архиепископ на Майнц (1695 – 1729)
- Ханс Каспар фон Грайфенклау цу Фолрадс (1614 – 1614)
- Анна Маргарета фон Грайфенклау цу Фолрадс (* 1616; † сл. 1665)
- Райхард фон Грайфенклау цу Фолрадс (1618 – 1618)
- Георг Филип фон Грайфенклау цу Фолрадс (* 20 август 1620; † 6 юли 1689), фрайхер, женен I. за Розина фон Оберщайн (* 1623; † 20 май 1658), II. на 19 ноември 1659 г. за Анна Маргарета фон Бузек († 8 декември 1696). Баща е от първия брак на Йохан Филип фон Грайфенклау цу Фолрадс (* 13 февруари 1652; † 3 август 1719), княжески епископ на Вюрцбург (1699 – 1719)
- Гертруд фон Грайфенклау цу Фолрадс (1622 – 1622)
- Анна Регина фон Грайфенклау цу Фолрадс (1624; † 1668), омъжена за Кристиан Кристоф фон Воберснов